# Automobil-Klebstoffe
Automobil-Klebstoffe sind für automotive Anwendungen optimierte Klebstoffe. Karosserieklebstoffe, Scheibenklebstoffe und Flächenklebstoffe werden unterschiedlich appliziert und müssen unterschiedlichen Endanforderungen entsprechen. Deshalb kommen auch unterschiedliche Klebstofftypen zum Einsatz.
Der Porsche 911 des Jahres 1964 wog 1095 kg und lieferte 130 PS. Das 2011er Modell des Porsche Carrera 911 wog 1380 kg und lieferte 350 PS. Mit anderen Worten wurden mehr Leistung, mehr Torsionsfestigkeit und Sicherheit trotz geringer Gewichtszunahme erreicht. Unter anderem ermöglichte das strukturelle Kleben den konsequenten Leichtbau in Aluminium-Stahl-Mischbauweise. Dieser Artikel beleuchtet die unterschiedlichen Klebstoffe, die im Automobilbau verwendet werden.

## Karosserieklebstoffe
Karosserieklebstoffe werden meist vor der kathodischen Tauchlackierung appliziert, müssen diese unbeschadet durchqueren und härten erst im nachgelagerten Trockner des kathodischen Tauchlackes bei 160–200 °C aus. Das Abfließen des aufgetragenen Klebstoffes ist genauso unerwünscht wie das Herausfließen aus bereits gefügten Bereichen. Eine hohe Auswaschbeständigkeit ist unabdingbar, zumal sehr hohe Kräfte beim nahen Passieren von Düsen im Tauchprozess auftreten können. Hohe thixotropische Eigenschaften werden benötigt, wobei strukturviskoses und nicht newtonsches Verhalten typisch ist.
Das Einsatzgebiet der Karosserieklebstoffe definiert deren ideale Elastizität:
Sehr weiche Karosserieklebstoffe (E-Modul < 10 MPa) werden meist als Abdichtungen genutzt.
Mittelweiche Karosserieklebstoffe (E-Modul: 50–1.500 MPa) kommen als elastische Unterfütterungen in Einsatz. Dies sind zum Beispiel dauerhafte Verbindungen zwischen Außen- und Innenblechen.
Hochmodulige, sogenannt strukturelle Karosserieklebstoffe werden für crashresistente Verklebungen eingesetzt. „Strukturelles Kleben“ bezeichnet ein Fügeverhalten, bei dem Substrate dauerhaft mittels eines Klebstoffes dimensionsstabil verbunden werden. Bei strukturellen Verklebungen übertrifft die mechanische Belastbarkeit der Verbindung diejenige der Substrate. Im Falle eines Crashes halten Verklebungen derart, dass die crashrelevanten, gefügten Bauteile ihre Funktion als Crashelement ausüben können. Die große Härte (bzw. das hohe Modul) wird zum Beispiel durch Epoxidklebstoffe erreicht. Die typische „Sprödheit“ von Epoxiden, beziehungsweise deren niedrige Weiterreißfestigkeit wird bei industriellen, strukturellen Klebstoffen durch Zugabe elastifizierender Additive verhindert. Automobil zugelassene, strukturelle Klebstoffe werden gemäß DIN ISO 11343 geprüft.

## Scheibenklebstoffe
Frontscheiben übernehmen heutzutage verschiedene Funktionen: Nach Verklebung mit der Karosserie tragen sie maßgeblich zu deren Torsionssteifigkeit bei. Dies würde für ein möglichst hohes Elastizitätsmodul sprechen. Jedoch dürfen verbleibende Karosserietorsionen nicht zu lokalen Glasspannungen führen, die einen Glasbruch verursachen würden. Zu guter Letzt fungiert die Frontscheibe als Halt für den Airbag. Ohne Glasscheibe würde sich bei einem Frontalzusammenstoß der Airbag samt Passagier nach außen katapultieren. Nach der Glasverklebung sollte das Auto schnellstens vom Band. Bei Glasbruchreparaturen will der Endkunde sein Auto noch schneller wegfahren dürfen. Eine sichere Wegfahrzeit (Safe Drive Away Time) wird dann erreicht, wenn die Vernetzung des Klebers annähernd beendet ist. Genügend schnell vernetzte, elastische Verklebungen werden zum Beispiel mit Polyurethanen erreicht. Scheibenklebstoffe werden gemäß den örtlichen Normen für die Safe Drive Away Time geprüft.

## Flächenklebstoffe
Flächenklebstoffe werden eingesetzt, um polymere Verbunde und auch Verbunde mit Textilien zu ermöglichen. Verklebt werden Frontkonsolen, Dacheinlagen, Sitzelemente u.v.m. die zu einem großen Teil aus Polyurethanen bestehen. Darum trägt die naturgemäße Affinität von Polyurethanklebstoffen für langlebige Verklebungen ihren großen Anteil bei.

## Weiterführende Literatur
Industrielle Klebstoffe:
- Everett M Ellestad, Sven-Erik Larsson, Gunnar Nydrén, Casco Nobel: Industrial Adhesives Handbook. Selbstverlag, Fredensborg 1992, ISBN 91-630-1007-0.

Elastische Verklebung:
- K. Diggelmann u. a.: Elastic Bonding. Verlag Moderne Industrie, Landsberg a.d. Lech 1998, ISBN 3-937889-35-3.

Kleben und Dichten:
- Gerd Habenicht: Kleben: Grundlagen, Technologien, Anwendungen., Verlag Springer, ISBN 978-3-540-85266-7.